# Majke
Majke su vinkovačka rock-grupa koja je djelovala od 1984. do 2000. godine, a ponovno se okupila 2007. Snažan utjecaj na njih imale su grupe MC5, Flamin' Groovies, Steppenwolf, The Stooges, te New York Dolls.

## Povijest sastava

### 1984. – 1989.: Prve snimke i smrt Marina Pokrovca
Godine 1988. prvu kasetu skupine objavljuje nezavisna izdavačka kuća Slušaj najglasnije! u vlasništvu Zdenka Franjića. U trenutku njezine objave sastav su činili Goran Bare (vokal), Željko Mikulić – Korozija (bubnjevi), Nedjeljko Ivković – Kilmister (bas), Ivica Duspara (gitara) i Marin Pokrovac (gitara). Godine 1989. njihove snimke pojavljuju se na kompilaciji Bombardiranje New Yorka koju je izdala izdavačka kuća Slušaj najglasnije! i na kojoj su se pojavile pjesme većinom nezavisnihvinkovačkih rock-grupa. Godine 1998. ta je kompilacija ponovno objavljena, no ovog puta kao CD za Dancing Bear s dodatnim pjesmama. 
Odlaskom Marina Pokrovca u London grupa se raspada, ali se ponovno okuplja nakon njegova povratka. Dana 25. veljače 1989., nedugo nakon toga, Pokrovac je poginuo na povratku s jedne probe nakon što je auto u kojem se vozio sletio u rijeku Bosut. U nesreći su osim njega poginuli Pavo Pap i Goran Matošević – Bratanac. Marina Pokrovca je zamijenio u Ivan Dujmić Duja, koji je s Majkama snimio i prvi album, i sa sastavom održao sve koncerte od 1989. do rata 1991., kada je napustio grupu.

### 1990. – 1992.: Nastavak rada i prvo studijsko izdanje
Unatoč Pokrovčevoj smrti skupina je odlučila i dalje održavati nastupe i 1990. godine objavila je prvi studijski album Razum i bezumlje za nezavisnu izdavačku kuću Search & Enjoy Aleksandra Dragaša i Ante Čikare. Album je snimljen u studiju Želimira Babogredca. Tekstove je napisao Goran Bare, glazbu Ivica Duspara, a produkciju i aranžman potpisuje cijela skupina. Prva gitara u grupi je bio Ivica Duspara, druga gitara je bio Ivan Dujmić Duja, bas je svirao Nedeljko Ivković Kilmister, bubnjeve Željko Mikulić Korozija. Osim što je bio član Majki, Bare je u to vrijeme imao i svoj glazbeni projekt nazvan Hali Gali Halid te je objavio EP VO-ZDRA za Zdenka Franjića. Ime projekta nadahnuto je imenima narodnjačkih zvijezda Halida Bešlića i Halida Muslimovića. Početkom devedesetih istočna Slavonija je bila zahvaćena ratom, pa zato članovi sastava, koji su dotad stekli kultni klupski status u Hrvatskoj i Sloveniji, nisu stekli veću regionalnu popularnost. 

### 1993. – 1995. Drugi i treći studijski album
U postavi koju su činili Goran Bare, Zoran Čalić, Željko Mikulić – Korozija i Jurica Nižić, Majke 1993. snimaju svoj drugi album Razdor za T.R.I.P., podružnicu Croatia Recordsa, zahvaljujući Aleksandru Dragašu. Tekstove potpisuje Bare, glazbu Zoran Čalić, a produkciju Denyken. Na izdanju tog albuma na CD-u nalaze se i najveći hitovi s prvog albuma. Za "Krvarim od dosade", prvu pjesmu s albuma, snimljen je glazbeni spot.
Godine 1994., osim što je stalno održavala koncerte, grupa je snimala treći album Milost za izdavača "Heroina Nova". Sastav su tad činili Goran Bare (vokal), Željko Mikulić – Korozija (bubnjevi), nakon Ivana Dujmića Duje njega je zamijenio njegov bratić, Goran Dujmić (ritam gitara), Nedjeljko Ivković – Kilmister (bas-gitara) i Zoran Čalić (gitara). Tekstove opet potpisuje Bare, a većinu glazbe Čalić uz Dujmića. Na albumu su se našle dvije stare pjesme za koje su glazbu napisali Duspara i pokojni Pokrovac. Za pjesmu "Ja sam budućnost" snimljen je glazbeni spot.

### 1995. – 1997. Rast popularnosti iVrijeme je da se krene
Godine 1995. Majke su se još jednom raspale, pa je Bare određeno vrijeme nastupao s Kojotima kao svojim pratećim sastavom. Baretu je iste godine preminula supruga Mirjana od predoziranja. Bare je tada odlučio ponovno okupiti skupinu, ponajviše zahvaljujući brizi za svojeg sina Mirana te ponovno okuplja Majke u manje-više starom sastavu: Goran Bare (vokal), Zoran Čalić (gitara), Nedjeljko Ivković – Kilmister (bas-gitara), Kruno Domaćinović (gitara) i Tihomir Jalšovec – Chaka (bubnjevi). 
Album Vrijeme je da se krene sniman je u studiju ZKM-a, producent je bio Denyken, a izdala ga je izdavačka kuća Jabukaton iz Zagreba. Tekstove za sve pjesme napisao je Bare, a glazbu Čalić (osim za jednu pjesmu za koju je već prije glazbu napisao Duspara). Snimljeni su spotovi za pjesme "Mene ne zanima", "Odvedi me" i "A ti još plačeš", a prva navedena pjesma osvojila je Porin za najbolji spot.
Nakon bezbroj manjih i srednje velikih koncerata te skupnih koncerata (svih pet Fiju Briju) održali su veliki samostalni koncert u Domu sportova pred nekoliko tisuća ljudi. Izdavačka kuća Dancing Bear napravila je novo izdanje prvog albuma koji do tada nije bio dostupan na CD mediju uz dodatak bonus pjesme "Nema načina" koju su Majke prije snimile za kompilaciju "The best of indie rock: Made in Croatia".
Koncert održan 25. travnja 1997. u Domu sportova izdan je na CD-u te se pojavio na tržištu za etiketu Jabukaton. Naziv albuma je simboličan i pokazuje kako Bare i Majke najbolje funkcioniraju jer je nazvan Život uživo. Na dodjeli prve rock nagrade Crni mačak u Čakovcu u ožujku 1998. Majke su osvojile dva "Crna mačka" za najboljeg rock izvođača u 1997. godini i najbolji nastup uživo što je bila nagrada publike. Za plesno-kazališnu predstavu "Rock + Roll" Emila Matešića i njegove plesne grupe "Stereo" Majke su napravile glazbu te se kao promidžba predstave pojavio spot za pjesmu "Oprost". 

### 1998. – 2000. Posljednji studijski album prije raspuštanja sastava
Dana 26. lipnja 1998. godine izašao je novi album Majki Put do srca sunca koji se prvotno trebao zvati "Bratstvo". Sve tekstove napisao je Bare, a glazbu Čalić. Izdavač je Jabukaton. Na albumu je napravljen određeni glazbeni pomak jer su u neke pjesme uključeni puhači i veći broja gostiju na instrumentima poput kongi, pedal steel gitare i Hammond orgulja. Kao prva najava novog albuma pojavio se spot za pjesmu "Daj mi". Nakon izdavanja albuma Majke su krenule na manju koncertnu turneju kako bi predstavile nove pjesme, a pojavio se i spot za pjesmu "Grešnik". Došlo je i do promjena u postavi grupe, a novi bubnjar umjesto Čake postao je Thomas Balaž.  
Na dodjeli rock nagrade Crni mačak u Rijeci 28. veljače 1999. oblikovna skupina Božesačuvaj, koja je oblikovala omot albuma Put do srca sunca, osvojila je nagradu za najbolje oblikovan omot rock albuma izdanog u 1998. godini. Poslije Porina grupu je napustio gitarist Zoran Čalić. Za izbore 3. siječnja 2000. Bare se uključio u kampanju SDP-a i HSLS-a te zajedno s još nekolicinom rock grupa sudjelovao u projektu "Budi ponosan" koji je doživio vrhunac koncertom u Domu sportova 22. prosinca 1999. Na samom kraju 1999. Majke su izdale pjesmu "Budi ponosan" u novoj verziji povodom svoje petnaeste godišnjice postojanja. 

### 2000. – 2006. Goran Bare raspušta Majke i osniva Plaćenike
U proljeće 2000., Bare najavljuje raspuštanje Majki i pokretanje samostalne karijere. Oproštajni koncert održan je 8. rujna na Šalati u sklopu koncertnog događaja Zagreb gori. Nastup na Bike October Festu 30. rujna, jesenskom nastavku već tradicionalnog Biker Days okupljanja u Puli bio je zapravo zadnji nastup Majki, ali on je bio odrađivanje ranije ugovorene obveze.
Dana 24. veljače 2001. Goran Bare objavljuje album Izgubljen i nađen snimljen s pratećim sastavom Plaćenici. Za sastav su nastupali Kruno Levačić na bubnjevima, Dubravko Vorih na basu, Marko Križan na klavijaturama i harmonici, Alen Kraljić na gitari, Davor Rodik na pedal steel gitari i Rista Ibrić na violini i mandolini.
Dvije godine kasnije objavljuje album "7", također snimljen s Plaćenicima.
Krajem 2006. Bare izdaje treći samostalni album "Srce" čija će promocija ostati zapamćena po otkazivanju Baretove suradnje s Plaćenicima.

### 2007. – 2011. Ponovno okupljanje Majki i Teške boje
U veljači 2007. službeno je potvrđen povratak Majki. Već 9. ožujka održavaju fenomenalan koncert u zagrebačkoj Tvornici kulture čija snimka je objavljena na DVD i CD izdanju Majke u Tvornici 2013. godine. Nastupali su u sastavu: Goran Bare (vokal), Nedjeljko Ivković - Kilmister (bas gitara), Zoran Čalić (gitara), Kruno Domaćinović (gitara) te novi bubnjar i bivši član Laufera Alan Tibljaš. Krajem 2009. odlazi velika većina sastava, okuplja se nova postava s kojom je 2011. godine snimljen šesti studijski album Teške boje.

## Nagrade i priznanja
Osvojili su nekoliko nagrada Porin (nagrada)
- 1997. Najbolji video broj (skladba "Mene ne zanima")
- 1998. Najbolji album alternativne rock glazbe (album "Život uživo")
- 2009. Najbolji rock album (album "Unplugged")
- 2009. Najbolja izvedba grupe s vokalom (skladba "A ti još plačeš")
- 2012. Hit godine (skladba "Teške boje")
- 2012. Pjesma godine (skladba "Teške boje")
- 2012. Najbolji album rock glazbe (album "Teške boje")
- 2012. Najbolja izvedba grupe s vokalom (skladba "Teške boje")
- 2012. Najbolji aranžman (skladba "Teške boje")
- 2012. Najbolji video broj (skladba "Teške boje")
- 2014. Najbolji koncertni album (album "Majke u Tvornici")
- 2014. Najbolji video program (album "Majke u Tvornici")

## Diskografija

### Studijski albumi
- Razum i bezumlje (1990.)
- Razdor (1993.)
- Milost (1994.)
- Vrijeme je da se krene (1996.)
- Put do srca Sunca (1998.)
- Teške boje (2011.)
- Nuspojave (2018.)

### Albumi uživo
- Život uživo (1997.)
- Unplugged (2008.)
- Majke u Tvornici (2013.)
- Live at Dom sportova, Zagreb (2023)

## Aktivni članovi
- Goran Bare – vokal
- Kruno Domaćinović – gitara
- Davor Rodik – pedal steel, gitara
- Mario Rašić – bas gitara
- Alen Tibljaš – bubnjevi
- Berislav Blažević – Hammond orgulje, klavijature

## Bivši članovi
- Marin Pokrovac – gitara
- Ivica Duspara – gitara
- Ivan Dujmić – Duja – gitara
- Zoran Čalić – gitara
- Goran Dujmić – gitara
- Damir Trkulja – Šiljo – gitara
- Alen Kraljić – gitara
- Davor Viduka – gitara
- Nedjeljko Ivković – Kilmister – bas-gitara
- Jurica Nižić – bas-gitara
- Vanja Marin – bas-gitara
- Željko Mikulić – Korozija – bubnjevi
- Tihomir Jalšovec – Chaka – bubnjevi
- Thomas Balaž – bubnjevi
- Damir Šomen – bubnjevi
- Mario Anušić – bubnjevi
- Viktor Lipić – klavijature
- Dan Divjak – klavijature